# لهجه
در زبان‌شناسی لَهجه یا اَکسان به گونه‌ای از طرز تلفظ‌های ویژه یک گروه زبانی گویند. تقریباً در تمامی زبان‌های جهان، گروه‌هایی با لهجه‌های گوناگون وجود دارند. مجموعه تلفظ‌های ویژه یک گروه معمولاً قانونمند و مطابق ضوابط ثابتی صورت می‌گیرد. لهجه‌ها معمولاً با مناطق جغرافیایی ویژه ارتباط دارند.
اگر مجموعه تلفظ‌های دو دسته از گویشوران یک زبان به گونه‌ای باشد که همدیگر را نسبتاً آسان بفهمند صحبت از لهجه می‌کنیم و اگر تفاوت‌های تلفظی یا دستوری به‌گونه‌ای باشد که درک متقابل با ایرادات و دشواری‌هایی روبرو باشد از گویش صحبت می‌کنیم یعنی در این حالت با دو گویش متفاوت از یک زبان روبرو هستیم.در گویش‌های مختلف بادستور زبان‌های متفاوتی برخورد می‌کنیم که فهم جملات را برای شخصی با گویش دیگر دچار مشکل می‌کند؛ مثلاً لهجه اصفهانی و لهجه بوشهری در زبان فارسی.
هر گاه تفاوت بین دو گونه از یک زبان در سطح آوایی (فراگویی ) و تا حدودی در سطح واژگان (واژگان قاموسی) باشد می‌توان آن دو گونه را لهجه‌هایی از یک زبان نامید. اصطلاح لهجه را عمدتاً برای گونه جغرافیایی یا گونه اجتماعی به کار می‌برند، مثلاً لهجهٔ تهرانی، لهجهٔ بالاشهری، لهجهٔ پایین‌شهری.

## تفاوت میان لَهجه و گویِش
باید توجه داشت که لهجه با گویش تفاوت بسیاری دارد لهجه‌ها خودشان زیر مجموعهٔ یک گویش هستند برای نمونه زبان پارسی دارای سه گویش رسمی: پارسی باختری، پارسی خاوری (دَری) و پارسی فَرارودی (تاجیکی) است، اما هر کدام از این گویش‌ها خود نیز دارای لهجه‌هایی هستند، برای نمونه:
- پارسی باختَری دارای لهجه‌های: هَمَدانی، قزوینی، خراسانی، سیستانی، اِسپَهانی، شیرازی، بوشهری، بَندری، کِرمانی، یَزدی، تِهرانی و... است.
- پارسی خاوَری (دَری)دارای لهجه‌: هَراتی،بَدَخشانی،بَلخی،پَنجْشیری و... است.
- پارسی فَرارودی (تاجیکی) نیز عنوان یکی از سه گویش رسمی زبان فارسی است که دارای لهجه های گوناگونی است و در شهر های گوناگون تاجیکستان از تاجیکی لهجه های گوناگون وجود دارد.